# Hrabia Macclesfield
Hrabia Macclesfield (en. Earl of Macclesfield) to brytyjski tytuł parowski, kreowany dwukrotnie - raz w parostwie Anglii w 1679 r., z dodatkowymi tytułami wicehrabiego Brandon i barona Gerard; drugi raz w 1721 r. w parostwie Wielkiej Brytanii z dodatkowymi tytułami wicehrabiego Parker i barona Parker.
Hrabiowie Macclesfield 1. kreacji (parostwo Anglii)
- 1679–1694: Charles Gerard, 1. hrabia Macclesfield
- 1694–1701: Charles Gerard, 2. hrabia Macclesfield
- 1701–1702: Fitton Gerard, 3. hrabia Macclesfield

Hrabiowie Macclesfield 2. kreacji (parostwo Wielkiej Brytanii)
- 1721–1732: Thomas Parker, 1. hrabia Macclesfield
- 1732–1764: George Parker, 2. hrabia Macclesfield
- 1764–1795: Thomas Parker, 3. hrabia Macclesfield
- 1795–1842: George Parker, 4. hrabia Macclesfield
- 1842–1850: Thomas Parker, 5. hrabia Macclesfield
- 1850–1896: Thomas Augustus Wolstenholme Parker, 6. hrabia Macclesfield
- 1896–1975: George Loveden William Henry Parker, 7. hrabia Macclesfield
- 1975–1992: George Roger Alexander Thomas Parker, 8. hrabia Macclesfield
- 1992 -: Richard Timothy George Mansfield Parker, 9. hrabia Macclesfield

Dziedzic tytułu hrabiego Macclesfield: Jonathan David Geoffrey Parker, młodszy brat 9. hrabiego